# Onesia flora
Onesia flora är en tvåvingeart som beskrevs av Feng 1998. Onesia flora ingår i släktet Onesia och familjen spyflugor. Inga underarter finns listade i Catalogue of Life.